# 瓦爾尼艾集中營
瓦爾尼艾集中營是一座位於立陶宛共和國瓦爾尼艾的集中營，於1926年立陶宛政變一個月後建立，用於關押政治犯，多數為被立陶宛取締的共產黨人。該集中營於1931年10月，因大蕭條造成的財政問題而關閉；營運期間，該集中營關押超過1,000名政治犯。後來，安塔納斯·斯梅托納的獨裁政權又再開了兩個集中營，分別位於迪米特拉瓦（1936年開設）和帕布拉德（1939年開設）。

## 歷史
1926年12月，立陶宛軍方發動政變，推翻民選的卡齊斯·格里紐斯政權，並由安塔納斯·斯梅托納及其領導的立陶宛民族主義聯盟掌權。對於為何發動政變，立陶宛軍方的官方理由是：他們的行動阻止了即將發生的布爾什維克政變，據稱該政變將於1926年12月20日發生。軍方逮捕350名共產黨員，其中4名領袖於12月27日被處決（分別是：卡洛斯·波澤拉、尤札斯·格雷芬貝格爾斯、卡齊斯·吉德利斯、拉普拉斯·查爾納斯）。新政府決定為此興建集中營，並選定原瓦爾尼艾神父學院校舍作為營房，該校校舍於一月起義後被徵用為軍營。
集中營啟用後，至1927年2月中旬時，已關押136人。該集中營共可關押300人，但收容人數總數很少超過150人。1927年底，收容人數達到高峰，為187人。這些被收容者（其中有婦女、兒童）往往會在缺乏刑事定罪證據的狀況下，由軍事指揮官命令逮捕、關押，期限通常為1至3個月，也有人被關押至戒嚴令解除為止（也就是沒有期限）。
1931年，該集中營平均收容48人。由於經濟大蕭條導致政府財政困難，立陶宛政府於1931年10月30日關閉瓦爾尼艾集中營，建築物歸還軍方。在集中營營運期間，共關押超過1,000名政治犯。

## 被收容者
前三位被收容者於1927年1月19日抵達，分別為《國家意志報》編輯約奧扎斯·托姆庫斯少校、立陶宛來福槍兵聯盟前理事長普拉納斯·克利馬蒂斯上尉和M.馬爾欽克維丘斯。立陶宛政府指控托姆庫斯及克利馬蒂斯計畫在1927年1月14日至15日發動政變，但幾天後就被釋放。其他知名被收容者包括：作家布特庫斯·朱茲、共產黨人弗拉達斯·尼恩卡、梅奇斯洛瓦斯·格德維拉斯、社會主義律師安德柳斯·布洛塔，以及前財政部長彼特拉斯·卡維利斯。牢房空間很大，每個房間可容納30人。共產黨人利用這點，在集中營內組織自學小組，提升被收容者對馬克思列寧主義的認識與理解。

## 波蘭－立陶宛衝突
1927年10月4日，波蘭媒體公布一封信件，據稱來自瓦爾尼艾集中營裡28名被關押的波蘭教師。該信件宣稱，這些教師之所以被關押，是因為他們拒絕配合政府制定的課程大綱教授歷史。當時波蘭和立陶宛為了维尔纽斯地区的主權發生激烈衝突，這封信件觸及兩國敏感的政治問題。1926年政變後，立陶宛新政權發起反波蘭運動，其中一項措施就是逐漸關閉波蘭學校。1926/1927學年度剛開始時，尚有74所波蘭學校正常營運，至1927年底時則完全歸零，其中一項主要原因是波蘭教師遭受騷擾。1926年政變期間，立陶宛政府逮捕12名波蘭教師:35，其餘教師也陸續失去工作，理由是「不夠瞭解立陶宛語」或「缺乏教師資格」。作為回應，波蘭也關閉國內的立陶宛學校。:36
上述信件有可能是波蘭政府偽造的，因為立陶宛計畫通過新憲法，將維爾紐斯地區主權寫入憲法，並明定維爾紐斯為立陶宛首都。也有可能是由立陶宛政治移民、國內反對派或德國政府偽造，德國計畫要收回克萊佩達/梅梅爾地區主權。:36-37無論如何，波蘭政府以上述信件為藉口，關閉幾十所立陶宛學校（包括立陶宛黎明教育學會旗下44所學校），並逮捕25名立陶宛教師和社會運動者。立陶宛總理奧古斯丁納斯·沃爾德馬拉斯因此正式向國際聯盟申訴，後者則在1927年12月正式會議上辯論本案。